# Aija Andrejeva
Aija Andrejeva, född 16 januari 1986 i Ogre, Lettiska SSR, Sovjetunionen,	är en lettisk sångerska, mer känd under sitt artistnamn Aisha.

## Eurovision Song Contest 2010
Den 27 februari 2010 vann Andrejeva den lettiska nationella uttagningen till Eurovision Song Contest, Eirodziesma 2010, och kom därmed att representera Lettland i Eurovision Song Contest 2010 med låten What For? (Only Mr God Knows Why). Den 25 maj samma år tävlade hon i den första semifinalen, men misslyckades med att ta sig till finalen den 29 maj.